# 牛窓町牛窓

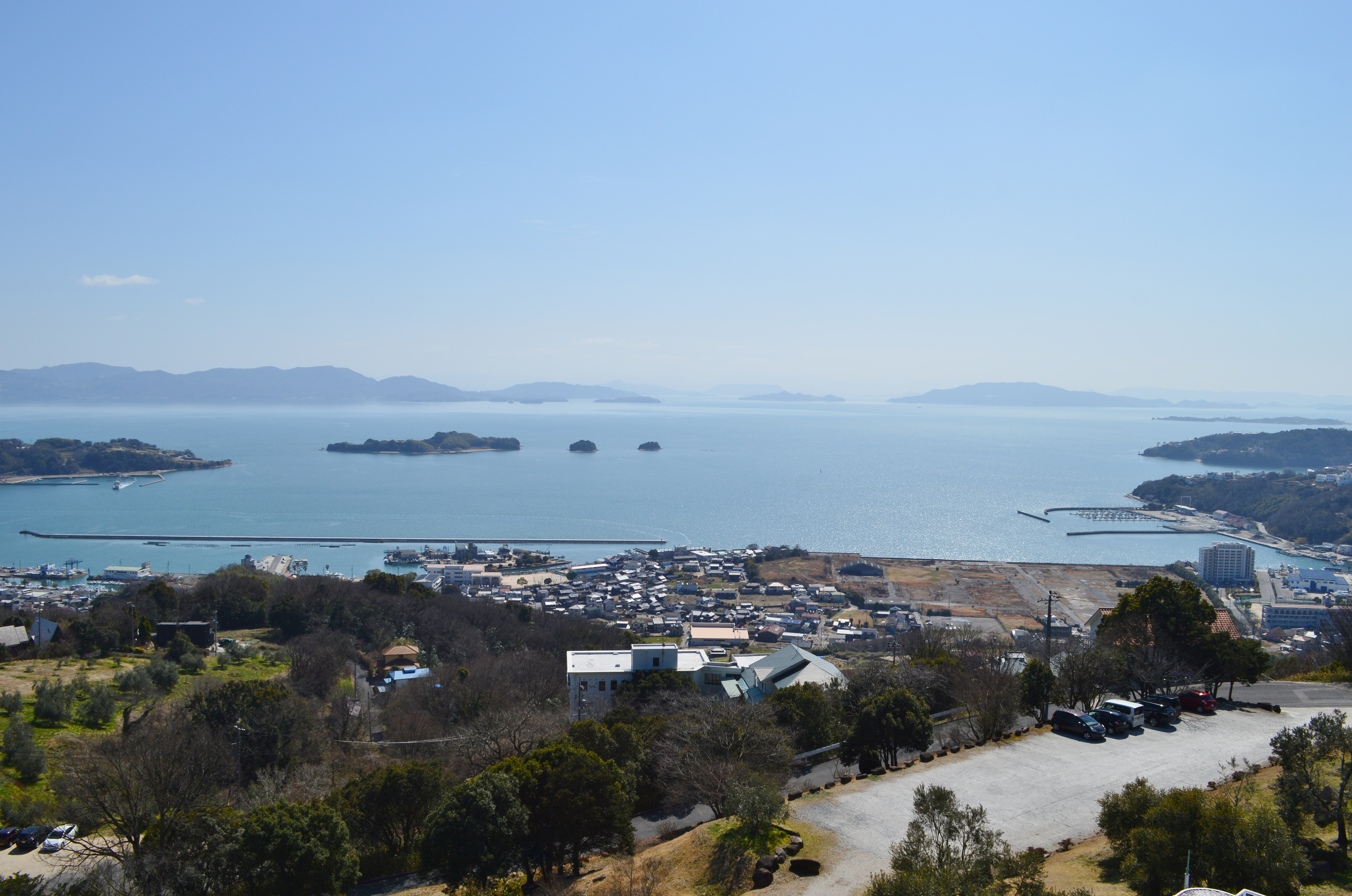
牛窓湾（播磨灘）

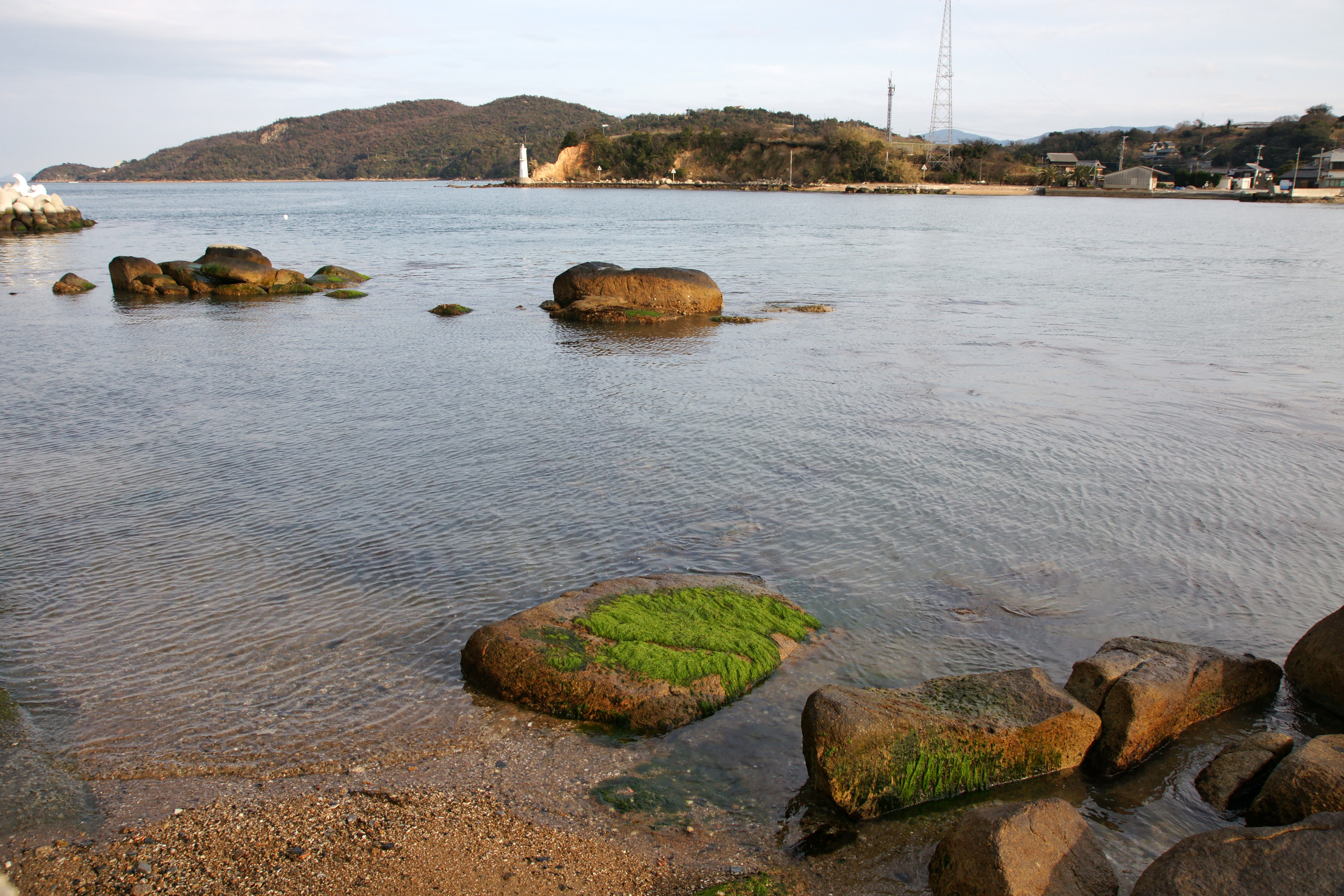
唐琴の瀬戸

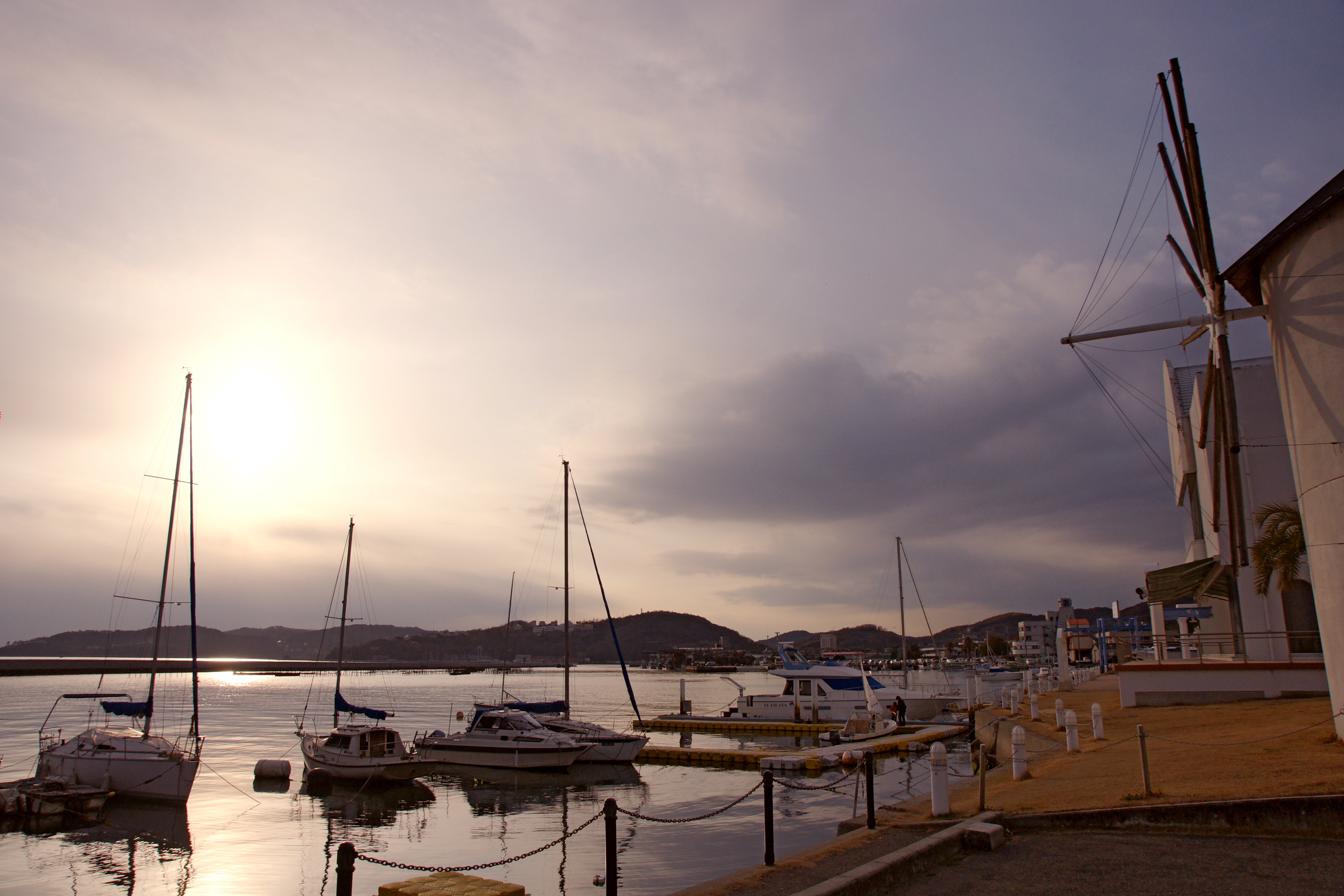
関町の港

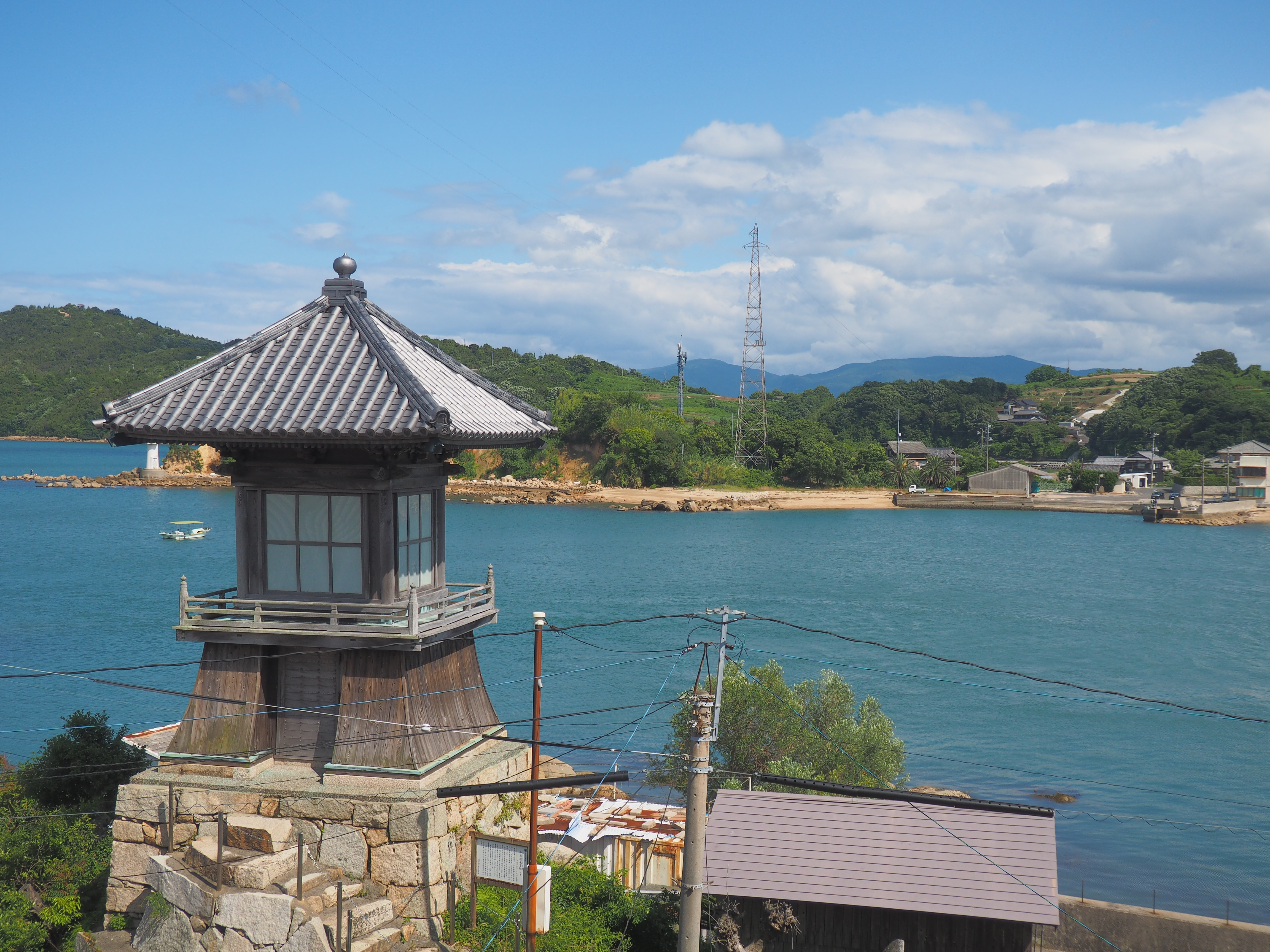
牛窓灯籠堂跡

牛窓町牛窓（うしまどちょううしまど）は岡山県瀬戸内市にある地区（大字）である。同市牛窓地域（旧牛窓町）南端に位置する同地域の中心的な地区で、瀬戸内海（播磨灘）に面する港町を中心に形成される。

## 概要
古代から「唐子の瀬戸」と呼ばれた風待ち潮待ちの良港、牛窓港の後背地として発展した。
平安時代には皇室領の鹿忍荘（かしのしょう）の一部であったとみられ、後に北隣の豊原荘へと吸収されてそのまま皇室領として運用された（鹿忍荘は後一条天皇、豊原荘は後白河法皇の遺領の目録に登場する）。
江戸時代は岡山藩の支配地となり、参勤交代一行や朝鮮通信使の停泊港・宿泊地とされ、造船の町としても栄えた。明治時代以降は、陸上交通の拡大に伴う瀬戸内の海上交通の縮小によって衰退した。近年はマリンスポーツの好適地として発展し、温暖な気候を生かしたオリーブ栽培や、海に沈む夕日の景勝と相まって、「日本のエーゲ海」と呼ばれている。

## 牛窓港
牛窓地区と鹿忍地区で構成される。鹿忍地区はかつて鹿忍港として存在していたが、港湾統合により牛窓港に統合された。牛窓地区はフェリー埠頭や公営マリーナの牛窓ヨットハーバーなどの主要施設があり、旧市街地にはリゾートホテルやペンション、飲食店が集まる。鹿忍地区は主に入湾時の避難港としての役割を担っている。
- 港湾法による種別 - 地方港湾
- 港則法による種別 - 適用港湾
- 関税法による種別 - 不開港

## 名所・旧跡
- 前島 - 牛窓町沖にある小島で、風光明媚で自然を対象としたレジャーやスナメリの生息などで知られる[2]。
- 唐琴の瀬戸 - 前島と本土の間の海峡
- 牛窓ヨットハーバー
- しおまち唐琴通り
  - 旧牛窓郵便局、街角ミュゼ牛窓文化館、最一稲荷、燈篭堂、若葉屋
- 前島フェリー乗り場からの夕陽（日本の夕陽百選）
- 牛窓天神社からの夕陽（日本の夕陽百選）
- 大坂城築城残石群前島展望台からの夕陽（日本の夕陽百選）
- 本蓮寺 - 本堂、中門、番神堂の3棟は国の重要文化財、境内は国の史跡
- 牛窓海遊文化館
- 牛窓神社
- 牛窓海水浴場
- 高祖酒造発祥蔵
- 五香堂
- 牛窓オリーブ園 - 三美神広場（ローマの丘）
- ギリシャ風車
- 妙福寺
- 寒風古窯跡群 - 国の史跡

## 交通アクセス
- JR赤穂線 邑久駅から両備バスで約20分